# Voodoo
Voodoo (oprindeligt Vodou) er en 6000 år gammel religion. Ordet voodoo er afrikansk og betyder åndelig.
Voodoo har ikke en stifter eller en stiftende begivenhed som så mange andre religioner, men har udviklet sig som gennem historien som en blanding af stammereligioner fra Afrika og katolicisme. Voodoo er en såkaldt oral religion, dvs den er blevet overleveret mundtligt fra generation til generation.
Voodoo praktiseres i dag som folkereligion på Haiti i det Caribiske Hav og blev i 1996 anerkendt som religion på lige fod med kristendom og islam.

## Troen
I voodoo tror man på en overgud: Bon Dieu (Den Store Herre). "Den Store Herre" har skabt verden og er til stede over alt i materien. Han står for verdens store begivenheder, f.eks. naturkatastrofer, og betragtes som for ophøjet at nærme sig.
Under Bon Dieu er der hundredvis af ånder til at styre verden for ham, de såkaldte loa, som i virkeligheden udtrykker forskellige aspekter af Bon Dieu. Loarne holder til i naturen. F.eks. er der landbrugets loa (Zaka), regnbueloa (Aida Wedo), havets loa (Agwe) og helbredelsens loa (Ogou Balanjo). Damballa (der er gift med Aida Wedo), er den oprindelige loa, den højeste manifestation af Bon Dieu og fader til alle andre loaer.
Loarne deles på Haiti op i 2 grupper: Rada og  Petro. Rada kaldes for kolde loaer. De stammer oprindeligt fra Afrika – nærmere bestemt Benin. Petro er varme loaer, mere aggressive. Deres oprindelsessted er uklar – nogle mener, de er opstået i Vestindien, andre at de stammer fra Afrika (Kongo). En særlig undergruppe til Petro – nogle mener det er en tredje separat gruppe – er Ghede loaer. Ghede loaer er knyttet til dødsriget. Den bedste kendte Ghede loa er Baron Samedi (se nedenunder).
Alle loaer bor et mytologisk sted under vandet, der kaldes Gine, og hvor hovedbyen kaldes Ville-du-Camp.
Ingen loaer er entydigt gode eller onde – alle kan blive farlige, hvis de bliver ophidsede. Almindeligvis regnes dog Rada for gode og Petro for onde. Hvis man bliver besat af en god loa bringer det lykke, mens det omvendt er mindre heldigt at blive besat af en ond loa.

## Mennesket
Ifølge voodoo-tilhængerne består ethvert menneske af fem dele: 1) det kødelige hylster (corps cadavre); 2) ånden (n’âme), som får kroppen til at fungere; 3) skæbne (z’étoile); 4) sjælen som består af to dele: a) Den store engel (gros-bon-ange), som er den bevidste del af mennesket; b) Den lille engel (ti-bon-ange), som er menneskets personlighed. Den lille engel er hele tiden forbundet til kroppen, så længe den lever. Den store engel kan til gengæld forlade kroppen under drømme eller under en besættelse.

## Ritualer
Voodoo drejer sig om at få hjælp fra loaerne. Mennesket sørger for mad og drikke til loaen, som den har brug for, da den bruger mange kræfter på de opgaver, den har i naturen. Til gengæld sørger loaen for sundhed, lykke og beskyttelse fra onde ånder.
Man tiltrækker loa ved at lave indvielser, som er meget lig de kristne konfirmationsritualer. Indvielsen er det vigtigste ritual i voodoo og bliver holdt langt inde i Haitis urskove. Indvielsesfesten bliver foretaget af en præst. En mandlig præst kaldes en houngan og en kvindelig præst kaldes en mambo. Præsten begynder indvielsen med at bede bønner og tegne magiske tegn på jorden – vévé'er – som skal tilkalde de gode loa. Der bliver ofret høns eller geder og spillet på trommer og danset. Rytmen bliver vildere og vildere, og til sidst kommer de dansende i trance, som betyder, at de mister kontrollen med deres tale og bevægelser. Til sidst forlader gros-bon-angen den indviedes krop og loaen kan nu for en kort stund tage plads i den indviede. Dette ses ved, at den indviede skifter personlighed. Derefter falder de udmattede til jorden, og det ses som et tegn på, at de har indgået en pagt med en loa. Pagten varer resten af livet.
I voodoo-troen er døden bare en videreførelse af det liv, man har levet, nu i åndeverdenen. Døden indtræffer, når ti-bon-ange forlader kroppen og vender tilbage til sit guddommelige ophav. Det kødelige hylster og kroppens ånd vender tilbage til jorden.
Ved dødens indtrædelse udføres nu ritualer til at sikre, at den afdødes sjæl kommer på rette vej. Ved siden af den afdøde stilles en krukke med mad til at lokke den afdødes gros-bon-ange og afdødes loa ned i krukken. Loaen Legba tilkaldes, og han åbner til Gine, så den dødes gros-bon-ange kan rejse til Ville-au-Camp, hovedbyen i Gine. Efter ceremonien bæres krukken ud til en korsvej, hvor den slås itu. Ved dette ritual gælder det om at løbe væk, så man ikke besættes af den afdødes loa.
Den døde bliver derefter lagt i kisten. Derefter følger efter katolsk skik 9 dages andagt – hvor afdødes gros-bon-ange og loa holder til ved graven. Loa overføres derefter ved et nyt ritual til en efterfølger, mens gros-bon-angen regnes for at være rejst til Ville-au-Camp. Efter 1 år og 1 dag manes gros-bon-angen fra Gine og får plads i templets helligste rum i en lerpotte, govi.
Nogle gros-bon-anger er så stærke at de bliver loaer. De fleste afdødes ånder bliver dog til såkaldte ’døde’ (les mortes), ånder, der kun dyrkes af afdødes familie.

## Magi
I voodootroen eksisterer både ond magi (sort) og god magi (hvid). En generel misforståelse om voodoo er, at religionen er sort og med det ondes fortegn. I voodoo får man alt, hvad man gør syvfoldigt igen, og således justeres det gode frem for det onde.
De troldmænd, der dyrker sort magi, bliver kaldt bokor. I den sorte magi er dødbringende forbandelser. For eksempel kan troldmanden fremtrylle et billede af det ønskede dødsoffer i en spand vand. Troldmanden fører en dolk gennem vandet, og hvis vandets farve derefter skifter til blodrødt, er det tegn på, at personen er død.
Der findes også kærlighedsmagi i voodoo. I et kærlighedsmagisk ritual tages et stykke kød og lægger det i sin ene sko. Efter at have gået med det i skoen i tre dage, tilbereder man et måltid af det og serverer det for den, man vil have skal blive forelsket i sig. Hvis personen spiser kødet uden at ane mistanke, vil han/hun omgående blive forelsket i kokken.
Ønsker man derimod at ødelægge en persons sjæl, kan man byde personen på middag, hvor der indgår kirkegårdsjord og knogler fra et lig.
Et af de mest kendte og frygtede elementer i voodoo er imidlertid den påståede evne til at genoplive døde som zombier ved hjælp af sort magi. En zombie er i følge folketroen en udød, som adlyder sin herre, dvs. den nekromantiker, der har genopvakt personen fra de døde. Det har dog rod i virkeligheden. "Zombien" har aldrig været rigtigt død – kun skindød. Bokoren giver den kommende zombie en særlig gift, som lammer ham så effektivt, at kun hans hjerte og lunger fungerer. Hans åndedræt bliver så svagt, at det ikke kan registreres, medmindre man har det rette udstyr, og kropstemperaturen falder. Den forgiftedes familie og bekendte tror, at han er død og begraver ham. Et par dage efter kan bokoren grave ham op igen og give ham modgift, så hans krop begynder at virke igen. Imidlertid vil et par dage under jorden i en lille kiste ofte betyde, at der opstår hjerneskader på grund af iltmangel. Det medfører, at personen ikke fungerer særligt godt – han går mærkeligt, kan måske ikke tale og virker i det hele taget, som man kender zombier fra fiktion.
Bokoren fremstiller zombiegiften af verdens stærkeste nervegift, som stammer fra kuglefisken. Ofte fylder troldmanden også sammenkoget med gift fra slanger og tudser og tilføjer desuden et ristet og pulveriseret kranium, som skal være fra et friskopgravet barnelig.
På trods af denne fremgangsmetodes rødder i overtroen, kan sejden rent faktisk gøre en person til en zombie. Disse "zombier" blev tidligere brugt i sukkerrørsplantager i Haiti.
Kirkegårde har en særlig status i voodoo. Blandt andet bliver jorden fra kirkegårde brugt til gifte.
Et andet frygtet element i voodoo er voodoo-dukker. Hvis man ønsker at skade eller dræbe en person, kan man sy en dukke, som forestiller fjenden. Dukkens tøj skal helst være syet af et stykke af offerets tøj, og inde i dukken lægger man dets hårtotter eller tånegle. Man piner herefter ofret ved at stikke nåle i voodoo-dukken på det sted, hvor man ønsker ofret skal have ondt. Stikker man nålen gennem dukkens 'hjerte', dør personen. Der er flere eksempler på, at voodoo-dukker virker på grund af troens suggestive kraft. Ofret er så overbevist om, at voodoo-dukken virker, at vedkommende faktisk ender med at få stærke smerter og måske dø. En haitiansk kvinde var så angst for at dø af voodoo, at hun endte med at dø af sult, fordi hun var for bange til at spise. Så voodoo-dukker virker altså – omend på en mindre magisk måde end voodooen selv hævder.
Voodoodukkerne kan i dag købes i en nutidig version. Der medfølger en sort og en hvid knappenål. I tiden op til fuldmåne benytter den troende den sorte nål til at sætte det onde, vedkommende gerne vil have ud af sit liv, fast til dukken. Efter fuldmåne benyttes den hvide nål, og udøveren sætter de gode ting, man ønsker skal ske i ens, liv fast på dukken. Iagttagere påpeger, at ritualet handler om at blive mindet om sine mål og opretholde motivationen. I stedet for voodoo-dukker motiveres mange af køleskabsmagnet med et motiverende billede (af skiftende motiv) på køleskabet, og derigennem bruges selvsuggestion til at fremtvinge en ændring.
Der findes også hvid magi i voodoo. Der er mange ritualer, der skal heale, give held eller bringe kærlighed. For eksempel skal Vévé-tegninger være meget effektfulde. I hvid magi bruger man urtemedicin og trylleurter mod forskellige sygdomme. Man bruger også amuletter og talismaner. Amuletten skal holde det onde væk og kan for eksempel være et stykke papir, en messing- eller en kobberplade med et magisk symbol. Talismaner skal omvendt bringe lykke og/eller held.

## Hellige objekter i voodoo'en
Voodoo har ligesom mange andre religioner nogle objekter, der bliver regnet for særligt religiøse.
"The Crossroads". Et helt centralt sted i Voodoo. Det er her, at den spirituelle verden mødes med den jordiske. Stort set alle Voodoo handlinger, sågar healing, starter med anerkendelsen af "The Crossroads".
Trommen er det vigtigste objekt i voodoo-ceremonierne. Den bliver bl.a. brugt ved dåb og konfirmation. Ved dåben har trommen en loa, men ellers bliver objekter ikke generelt forbundet med ånder i voodoo.
Der findes forskellige hellige trommer i voodoo, men de to vigtigste er rada- og petro-trommerne. Der er tre rada trommer. Den største hedder manman, som betyder mor, den mellemste hedder Ségond, der betyder far, og den mindste hedder Bula, som betyder barn. Man slår på Manman-trommen med en lille træ hammer og på Ségonden med en gaffel, en gren eller lille bue kaldet agida. Man bruger to grene til at slå på Bulaen. Petro-trommerne er der to af. De minder om bongotrommer, og de er mindre end rada trommerne. Den største af petro-trommerne bliver kaldt for gros baka, der betyder stor tromme, og den mindste bliver kaldt ti baka, der betyder lille tromme. Man slår på petro-trommerne med hænderne.
Udover trommerne bliver der ofte også brugt andre instrumentet, for eksempel en chacha, som er en slags rangle. Den styrer rytmen. Et andet rangle-lignende instrument er asson'en. Den er næsten lige så vigtig som trommerne og minder meget om maracas. Assonen er symbol på magt og status.

## Ånder "loa"

### Legba
Legba er en af de vigtigste loa i haitisk voodoo. Han sørger for at holde styr på den menneskelige verden og den åndelige verden. Legba har nøglen til den åndelige verden. Han er en lille mand, som ryger på en lille pibe med en lille smule tobak, og bærer en lille taske med noget mad.

### Baron Samedi/Ghede
Baron Samedi er en slags underverdenens gud, for han hersker over kirkegårdene, hvor han hjælper dem, der lige er døde, med at finde deres plads i livet efter døden. Han går altid med en stav og er klædt i sort kappe, en sort høj hat og solbriller. Baron Samedi er også kendt som Ghede, der er gud for fest, humor og samliv. Som Ghede er han en klovneagtig figur.
han følges ofte af sin hustru, Madame Brigitte og de har en tendens til at dukke op i slutningen af et ritual, hvor de iscenesætter amoralsk gøgl.

### Exu
Exu har været der næsten siden voodoos begyndelse. Exu ejer alle livets veje, og derfor ofrer man i næsten alle ritualer til ham. Exu svarer til djævelen.

## Voodoo og musik
Voodoo har udover sin egen musik haft en stor indflydelse på den musik, vi hører i dag. I det sydlige USA blev mange musikere inspireret af såvel religionen som omgivelserne. Således var New Orleans et af de steder, hvor slaver måtte mødes i større forsamlinger. Det gjorde de om søndagen på Congo Square, hvor de sang og dyrkede deres religion (voodoo). Det var her jazz og blues opstod.
En af de store bluesmusikere var en:Robert Johnson (musician). Hans historie har tætte bånd til voodoo, blandt andet skulle Robert Johnson have solgt sin sjæl til djævlen for at blive den bedste bluesmusiker i verden. Noget må have virket, for Eric Clapton og Keith Richards refererer til Robert Johnson som stor en inspirator. Robert Johnsons musik har referencer til voodoo i teksten og vidner om indflydelsen: blandt andet i sangen "Crossroads": "... went down to the crossroads, fell down on my knees. I went down to the crossroads, fell down on my knees. Asked the Lord above for mercy, "Save me if you please..."

## Er voodoo overtro?
Ikke alle mener, at voodoo kun er overtro. Filminstruktøren Jørgen Roos var overbevist om, at han i 1964 blev udsat for voodoo:
I 1964 var Jørgen Roos på Cuba for at undervise på filmskolen i Havanna. Roos vidste, at der fandtes voodoo på øen og ville gerne møde en houngan (en mandlig præst). Det var imidlertid ikke så let for ham at finde en houngan. Han spurgte folk i byen, men de rystede bare på hovedet og sagde, de ikke kendte noget til voodoo, som var blevet forbudt på Cuba, da det blev kommunistisk. En dag sad Roos på en restaurant i Havanna sammen med to revolutionære. Han spurgte dem, om de kendte noget til voodoo. Den ene svarede, at der var en pige på filmskolen, Rosita, der måske kunne hjælpe ham. Roos kontaktede Rosita og fik lavet en aftale i stand, så han kunne møde en houngan. Rosita hentede Roos og tog ham med til et tempel. Inde i templet lugtede der meget ubehageligt, og da Roos så hounganen, fik han en ubehagelig følelse af, at ondskaben var til stede. Hounganen havde meget uhyggelige øjne og var meget ubehagelig at være sammen med. Roos talte dog et stykke tid med hounganen og tog bagefter med Rosita tilbage mod Havanna. Men i bilen skete der noget besynderligt. Pludselig fik Roos et voldsomt anfald af hold i nakken, som føltes som krampe. Samtidig kunne han lugte den samme lugt som i templet, og han opdagede, at lugten kom fra ham selv. Efter et par minutter forsvandt krampen og lugten igen, men Roos fik disse anfald flere gange efter både på Cuba og i Danmark. Heldigvis forsvandt det dog helt efter et par måneder. Roos var overbevist om, at hounganen havde lavet en eller anden forbandelse over ham, men han vidste ikke hvorfor.

## Voodoo i dag
I dag bliver voodoo betragtet som en religion, og der foregår ikke helt de samme ting som tidligere. Men voodoo holder stadig fast i troen på zombier og sort magi.
I dag er voodooen også blevet til en turistattraktion; på Haiti er der for eksempel voodoo-shows i de fleste templer.
Voodoo har gennem tiden spredt sig til mange lande, blandt andet til Brasilien og det sydlige USA. Voodooens 'hovedstad' er Port-au-Prince på Haiti (ca. 1.699.000 indbyggere).
61 millioner mennesker rundt omkring i verden tror på voodoo. Tallet er stigende. [kilde mangler]